# トルドー家
トルドー家（Trudeau family）は、カナダ人の一族である。フランス植民地時代を起源とし、現在はケベック州を拠点とする。

## 一族
- ジョセフ・トルドー (Joseph Trudeau, 1848-1919) -カナダの農場主
- チャールズ＝エミール・トルドー（英語版） (Charles-Émile Trudeau, 1887-1935) - カナダの実業家、ピエール・トルドーの父
- ピエール・トルドー (Pierre Trudeau, 1919–2000) - 第20・22代カナダ首相 (1968-1979, 1980-1984)
  - マーガレット・トルドー（英語版） (Margaret Trudeau, 1948-存命) - ピエール・トルドーの元妻
- ジャスティン・トルドー (Justin Trudeau, 1971-存命) - 第29代カナダ首相 (2015-2025) - ピエール・トルドーとマーガレット・トルドーの息子
  - ソフィ・グレゴワール・トルドー（英語版） (Sophie Grégoire Trudeau, 1975-存命) - ジャスティン・トルドーの妻
- アレクサンドル・トルドー (Alexandre Trudeau, 1973-存命) - カナダの映画製作者、ピエールとマーガレットの息子
- ミシェル・トルドー（英語版） (Michel Trudeau, 1975-1998) - ピエールとマーガレットの息子、雪崩により死亡

### 親族
- ジェームズ・シンクレア（英語版） (James Sinclair, 1908-1984) - ジャスティン・トルドーの母方の祖父、マーガレット・トルドーの父
- ウィリアム・ファークアー（英語版） (William Farquhar, 1774-1839) - シンガポールの最初のイギリス人居住者、ジャスティン・トルドーの七世の祖父

## 祖先
トルドー家の姓は16世紀フランスのマルシラック＝ランヴィルとロベール・トルトー（Robert Truteau, 1544-1589）まで遡ることが出来る。北アメリカでの系統は1659年にカナダの現在のロンゲールに到着したエティエンヌ・トルトーによって確立された。

## 公職期間
- カナダ首相
  - 1968年4月20日 – 1979年6月4日
  - 1980年3月3日 – 1984年6月30日
  - 2015年11月4日 – 2025年3月14日
- カナダ自由党党首
  - 1968年4月6日 - 1984年6月16日
  - 2013年4月14日 - 2025年3月9日
- カナダ司法大臣兼検事総長（英語版）
  - 1967年4月4日 - 1968年7月5日
- カナダ枢密院議長（英語版）
  - 1968年3月11日 - 1968年5月1日
- 政府間問題・青年大臣（英語版）
  - 2015年11月4日 - 2018年7月18日
- カナダ国会議員（英語版）
  - 1965年11月8日 - 1984年6月30日
  - 2008年10月14日 - 2025年3月23日